# Athanasios I. (Konstantinopel)
Athanasios I. (griechisch Ὅσιος Ἀθανάσιος ὁ Α’) (* 1230 in Adrianopel; † 1310 in Konstantinopel) war Patriarch von Konstantinopel (1289–1293, 1303–1309). Er wird in der griechisch-orthodoxen Kirche als Heiliger verehrt. Gedenktag ist der 28. Oktober.

## Leben
1289 wurde Athanasios mit Unterstützung von Kaiser Andronikos II. Patriarch von Konstantinopel und war ein Gegner der 1274 in Lyon geschlossenen Union mit der römisch-katholischen Kirche. In seiner Amtszeit leitete er Reformen ein, die heftigen Widerstand in Teilen von Episkopat, Klerus, Mönchtum und Volk hervorriefen. 1293 trat er ein erstes Mal zurück. 1303 wurde er erneut zum Patriarchen gewählt. im Hungerwinter 1306/07 kam es zu einem veritablen Streik der Liturgen der Hagia Sophia gegen den Patriarchen. 1309 musste er nach Verlust aller nötigen Unterstützung abermals auf sein Amt verzichten.
Athanasios starb vor 1323, wahrscheinlich zwischen September 1310 und August 1313. Er fand sein Grab in dem von ihm begründeten Xerolophos-Kloster im westlichen Teil Konstantinopels.  
Seine Verehrung als Heiliger förderte mit diversen Schriften der jüngere Zeitgenosse Theoktistos Studites. Sie wurde 1368 von der Synode gebilligt und im Synaxarion der Hagia Sophia Cod. Athen. EBE 2434+2435 kodifiziert.

## Reliquien
Athanasios’ Reliquien wurden 1455 nach Venedig entführt und dort – für den gleichnamigen Kirchenvater Athanasios d. Gr. gehalten – zunächst in S. Croce della Giudecca, seit 1806 in San Zaccaria verehrt. Auf Bitten der Kopten wurden 1973 Reliquien des vermeintlich alexandrinischen Kirchenvaters nach Kairo transferiert, 2009 weitere Athanasios-Reliquien, jetzt, wie heutzutage auch in Venedig, historisch richtig identifiziert, dem Ökumenischen Patriarchat übergeben.